# Berry Powel
Berry Leroy Powel (Utrecht, 2 maggio 1980) è un ex calciatore e dirigente sportivo olandese di ruolo attaccante.

## Palmarès

### Club

#### Competizioni nazionali
- Eerste Divisie: 3

Den Bosch: 2003-2004
De Graafschap: 2006-2007, 2009-2010
- Segunda División: 1

Elche: 2012-2013

### Individuale
- Capocannoniere della Eerste Divisie: 2

2005-2006 (19 reti), 2006-2007 (29 reti)